# Пърт анд Кинрос
Пърт анд Кинро̀с (на английски: Perth and Kinross, на шотландски: Peairt agus Ceann Rois) е една от 32-те области в Шотландия. Граничи с областите Абърдийншър, Ангъс, Аргайл анд Бют, Дънди Сити, Клакмананшър, Стърлинг, Файф и Хайланд.

## Населени места
- Абърфелди (Aberfeldy)
- Дънкълд (Dunkeld)
- Къмри (Comrie), Крийф (Crieff)
- Охтърадър (Auchterarder)
- Пърт (Perth), Питлохри (Pitlochry)